# Vật chất tối hỗn hợp
Vật chất tối hỗn hợp (MDM) là mô hình vật chất tối (DM) đã được đề xuất vào cuối thập niên 1990.
Vật chất tối hỗn hợp còn được gọi là vật chất tối nóng + lạnh. Dạng vật chất tối phong phú nhất là vật chất tối lạnh, gần một phần tư hàm lượng năng lượng của Vũ trụ. Neutrino là các hạt duy nhất được biết có tàn tích nhiệt mà Big-Bang nên tạo ra ít nhất một phần vật chất tối nóng (HDM), mặc dù các ứng viên khác được suy đoán tồn tại.. Đầu những năm 1990, phổ công suất dao động trong cụm thiên hà không hoàn toàn phù hợp với dự đoán về vũ trụ học tiêu chuẩn được xây dựng xung quanh vật chất tối lạnh thuần túy. Vật chất tối hỗn hợp có thành phần khoảng 80% lạnh và 20% nóng (neutrino) đã được nghiên cứu và thấy phù hợp hơn với các quan sát. Lượng lớn HDM này đã trở nên lỗi thời khi phát hiện vào năm 1998 về sự tăng tốc của sự mở rộng phổ quát, cuối cùng dẫn đến mô hình năng lượng tối + vật chất tối của thập kỷ này. 
Các hiệu ứng vũ trụ của vật chất tối lạnh gần như đối nghịch với các hiệu ứng vật chất tối nóng. Cho rằng vật chất tối lạnh thúc đẩy sự phát triển của các cấu trúc quy mô lớn, nó thường được cho là bao gồm các hạt lớn tương tác yếu (WIMP). Ngược lại, vật chất tối nóng phải chảy tự do trong hầu hết lịch sử của Vũ trụ, rửa sạch sự hình thành của các quy mô nhỏ. Nói cách khác, khối lượng các hạt vật chất tối nóng là quá nhỏ để tạo ra các vật thể bị giới hạn trọng lực có thể quan sát được trong Vũ trụ. Vì lý do đó, sự phong phú vật chất tối nóng bị giới hạn bởi Vũ trụ học dưới một phần trăm nội dung của Vũ trụ.
Kịch bản Hỗn hợp vật chất tối đã phục hồi mức độ phù hợp khi vật chất tối được đề xuất là một tàn tích nhiệt của  ngưng tụ Bose - Einstein được làm từ các hạt bosonic rất nhẹ, nhẹ như neutrino hoặc thậm chí nhẹ hơn như Axion. Mô hình vũ trụ này dự đoán rằng vt chất tối lạnh được tạo thành từ một số lượng lớn các hạt ngưng tụ, trong khi một phần nhỏ của các hạt này nằm trong các trạng thái năng lượng bị kích thích góp phần tạo thành vật chất tối nóng.